# متوسط القيمة
متوسط القيمة (Value averaging) ، والذي يعرف أيضًا باسم متوسط القيمة الدولارية (Dollar Value averaging) ، وهو عبارة عن أسلوب لإضافة استثمارات إلى المحفظة الاستثمارية والذي يُدعى بشكل مثير للجدل بأنها توفر عائدًا أكبر بكثير من الطرق الأخرى مثل متوسط تكلفة الدولار. باستخدام هذه الطريقة، يستطيع المستثمرون إضافة (أو سحب) الاستثمارات إلى محافظهم بطريقة تجعل رصيد المحفظة يصل إلى هدف شهري أو ربع سنوي محدد مسبقًا بغض النظر عن تقلبات السوق. على سبيل المثال، قد يرغب المستثمر في استثمار مبلغ 3600 دولار في 36 شهرًا. باستخدام متوسط القيمة، يهدف المستثمر إلى الحصول على قيمة استثمار إجمالية قدرها 100 دولار في بداية الشهر الأول، و200 دولار في بداية الشهر الثاني، وهكذا. بعد استثمار 100 دولار في بداية الشهر الأول، قد يصبح الاستثمار بقيمة 101 دولار في نهاية ذلك الشهر. في هذه الحالة، يستثمر المستثمر مبلغًا إضافيًا قدره 99 دولارًا للوصول إلى هدف الشهر الثاني وهو 200 دولار. بحيث إذا كان الاستثمار في نهاية الشهر الأول بقيمة 205 دولارًا، يقوم المستثمر بسحب 5 دولارات.
فكرة متوسط القيمة هي أنه في فترات تراجع السوق، يساهم المستثمر بمبلغ أكثر، بينما في فترات صعود السوق، يساهم المستثمر بمبلغ أقل. كما هو موضح في المثال أعلاه وعلى النقيض من متوسط تكلفة الدولار والذي يفرض استثمار مبلغ ثابت من المال في كل فترة وقد يُطلب من المستثمر الذي يستخدم متوسط القيمة في بعض الأحيان الانسحاب من المحفظة للاستمرار في البرنامج. طور الأستاذ السابق بجامعة هارفارد مايكل إيدلسون متوسط القيمة.
يجب على المستثمر تقديم معدل العائد المتوقع لصيغة متوسط القيمة. ويُعتقد أن إدراج هذه المعلومة يسمح لصيغة متوسط القيمة بتحديد فترات الأداء الزائد أو الاستثمار الناقص مقارنة بالتوقعات. بينما إذا نما الاستثمار بشكل أسرع من المتوقع، فسيطلب من المستثمر شراء أسهم أقل أو بيعها. ولكن اذا نما الاستثمار بوتيرة أبطأ من المتوقع أو انكمش، سيلزم المستثمر بشراء المزيد من الأسهم.
وتشير بعض الأبحاث إلى أن هذه الطريقة تحقق عائدات أعلى بمخاطر مماثلة، وخاصة بالنسبة لتقلبات السوق العالية والأفاق الزمنية الطويلة. بينما تشير أبحاث أخرى إلى أن متوسط القيمة لا تقدم أي فائدة على الإطلاق من حيث القيمة المالية، مدعية أن فائدة معدل العائد على متوسط القيمة وهمية لأنها متحيزة رياضياً، حيث يتم بأثر رجعي اعطاء وزن أكبر للعوائد السابقة إذا كانت قوية واقل وزناً إذا كانت ضعيفة.

## الأراء المؤيدة لإستراتيجية متوسط القيمة
يدعي مايكل إي. إيدلسون وبول إس. مارشال أن متوسط القيمة يمكن أن يوفر معدل عائد متزايد عند مقارنته بمتوسط التكلفة بالدولار وتقنيات الاستثمار الأخرى ويوصي البروفيسور إيدلسون بأن تكون هناك فترة لمتوسط القيمة مدتها ثلاث سنوات. ويقترح ضخ أو سحب رأس المال كل ثلاثة أو ستة أشهر. على سبيل المثال، إذا ربح شخص أو حصل على ميراث بمليون دولار، فيمكن استثمار ما يقرب من 8.33% منه، مع تحديد المبلغ الدقيق بالصيغة الذي يمكن ان يُستثمر كل ربع سنة. يمكن أن يختلف المبلغ ربع السنوي أو نصف السنوي بشكل كبير، حتى أنه قد يؤدي إلى السحب، كما هو مذكور أعلاه. ويرى المعارضون أن هذا الأمر يمثل تفويتًا لفرصة الاستثمار الكامل بالفعل عندما يحدث ارتفاع كبير في السوق. إن هذه الحجة ضد متوسط القيمة ومتوسط التكلفة بالدولار، والتي تؤيد الاستثمار بمبلغ مقطوع، تتجاهل اقتراح بن شتاين وفيل ديموث بأن من الأهمية بمكان تجنب الانخفاض الكبير في السوق، وهو أمر ممكن من الناحية النظرية، لأن تحركات السوق غير متوقعة في الأساس. فعلى سبيل المثال لقد ثبت أن المشاركة المبكرة في انخفاض كبير في السوق أمر مدمر لنجاح التوقف عن العمل وعن الإستثمار على المدى الطويل، على سبيل المثال.
يوضح المؤلف تيموثي جيه ماكمانامان مزيداً من فوائد حساب متوسط القيمة عند تطبيقه على أداة الاستثمار الشهيرة المؤهلة للضرائب 401 (ك). وكما ذكر ماكمانامان في كتابه "بناء الثروة 401 (ك)، فإن متوسط القيمة في خطة 401 (ك) هو أسلوب دقيق لإجراء تحويلات داخلية دورية بين صناديق الأسهم وصناديق سوق النقد ضمن خطة 401 (ك) للاستفادة من تقلبات السوق. ويتم تحقيق ذلك من خلال اجراء تحركات صغيرة خارج صناديق الأسهم عندما يرتفع السوق بشكل عام والعودة إلى صناديق الأسهم عندما ينخفض السوق . إنها في الأساس عبارة عن شراء أسهم الصندوق بسعر أساسي أقل وبيعها بسعر أساسي أعلى ضمن خطة 401 (ك) المؤهلة للضرائب على فترات شهرية أو ربع سنوية.

## نقد استراتيجية متوسط القيمة
يستند إيدلسون ومارشال في ادعائهما بأن استراتيجية متوسط القيمة تتفوق على الاستراتيجيات الأخرى على حقيقة أنها تولد معدل عائد داخلي أعلى بإستمرار (العائد الداخلي). ومع ذلك، وفقًا لهايلي (2013)، فإن معدل العائد الداخلي هو مقياس مضلل للعائدات بالنسبة لاستراتيجيات مثل القيمة المضافة. وتستثمر هذه الاستراتيجيات بشكل منهجي أقل بعد العوائد القوية مما تستثمره بعد العوائد الضعيفة. وهذا يجعل حساب معدل العائد الداخلي يعطي وزنا أكبر للعائدات السابقة عندما كانت مرتفعة وأقل عندما كانت منخفضة. وهذا تغيير بأثر رجعي (حيث يتم استثمار متوسط القيمة بشكل أكبر بعد الحصول على عوائد ضعيفة)، لذلك في حين أنه يغير معدل العائد الداخلي المقاس فإنه لا يحقق المزيد من الثروة للمستثمر.
وتذكرالدراسة أنها تثبت رياضيًا أن متوسط القيمة هو استراتيجية استثمار غير فعالة نظرًا لأن النتائج نفسها  يمكن إنشاؤها باستخدام استراتيجيات أخرى تتطلب استثمار مبلغ أقل من النقد الإجمالي. بالإضافة إلى ذلك، وبالمقارنة مع الاستراتيجيات الأخرى، يتطلب متوسط القيمة إدارة أكثر نشاطًا، و"صندوقًا فرعياً" كبيرًا من النقد أو السيولة المالية التي يمكن استخدامها لإجراء الاستثمارات الدورية المطلوبة من قبل متوسط القيمة. وتستنتج الدراسة أن "إنتشار متوسط القيمة تبدو ناجمة عن خطأ إدراكي ارتكبه المستثمرون في افتراض أن معدل العائد الداخلي الأعلى يعني أرباحاً متوقعة أعلى".
تقر الدراسة  أن متوسط القيمة سوف يميل إلى تحقيق أداء أفضل عندما يكون هناك عودة إلى المتوسط في عائدات السوق (على سبيل المثال، العائد المرتفع في شهر ما يميل إلى أن يتبعه عائد منخفض في الشهر التالي). ولكن حتى اذا تمكن المستثمر من تحديد سوق يميل الى العودة إلى المتوسط، فمن غير المرجح أن تكون استراتيجية متوسط القيمة هي الأفضل للاستخدام. حيث تعني العودة المستمرة إلى المتوسط أن عوائد السوق ستكون سهلة التوقع، مما يسهل بناء استراتيجيات أخرى تستفيد من هذه القابلية للتنبؤ بشكل أكثر فعالية من متوسط القيمة. إذ أن العودة إلى المتوسط في السوق ليس نفس مفهوم الانحدار نحو المتوسط كما يستخدمه الإحصائيون، حيث أن إعادة اختبار عينة غير عشوائية من السكان تميل إلى الحصول على  نتائج أقرب إلى المتوسط من الاختبار الأصلي. حيث أن العودة إلى المتوسط في الأسواق المالية يظل مسألة جدلية وهو موضوع بحث نشط. فإذا كانت موجودة، فمن المؤكد أنها ستكون طفيفة جدًا.
وبصرف النظر عن مسألة العودة إلى المتوسط، فإن حساب الجانب النقدي المطلوب لحساب متوسط القيمة سيؤدي دائماً الى تقليل العائد الاجمالي على المحفظة، حيث ان الأموال الموجودة في حساب النقد، في المتوسط ستحقق عوائد أقل مما لو كانت مستثمرة بالكامل في المحفظة الرئيسية . لذلك فإن اي ميزة توفرها استراتيجية القيمة المتوسطة من حيث توقيت السوق يجب ان تعوض هذا العامل.
علاوة على ذلك ، نظراً لان متوسط القيمة يتطلب أحياناً بيع الأصول حتى خلال مرحلة التراكم الشاملة، فقد تكون هناك تكاليف معاملات إضافية وقيود تنظيمية. على سبيل المثال، تفرض بعض صناديق الإستثمار المشتركة سياسات تمنع التداول المتكرر. وقد تمنع هذه الصناديق إضافة إستثمارات جديدة خلال فترة زمنية محددة بعد إجراء إسترداد من الصندوق. بالإضافة إلى ذلك، قد تفرض بعض الصناديق رسوما إضافية على عمليات الإسترداد إذا تمت إضافة إستثمارات خلال الأشهر القليلة السابقة.